# Branka Cvjetičanin
Branka Cvjetičanin (Zagreb, 1969.) hrvatska interdisciplinarna umjetnica. Bavi se raznim oblicima umjetničkog izražavanja, od pokreta, suvremenog plesa, performativnih i multimedijskih umjetnosti.

## Životopis
Diplomirala je u Amsterdamu na Moving Academy for Performing Arts, site-specific kazališnu režiju, instalaciju i produkciju. Godine 2006. završila je poslijediplomski studij na Bauhaus Kollege u Dessau na programu »UN Urbanism«.   
Uz umjetnički rad, bavi se kulturnom politikom te upravljanjem projekata u kulturi. Od 1997. nezavisna je producentica u području vizualnih umjetnosti. U sklopu manifestacije EPK u Rijeci 2020, bila je voditeljica programa 27 susjedstva. Jedna od umjetnica zastupljenih na izložbi Vidljive Muzeja suvremene umjetnosti u Zagrebu, 2023.

## Radovi
Većina njezinih radova tematski je vezana uz tzv. situaciju in situ odn. mjesne prilike. Za izvedbu odabire različite medije: live act, koreografske partiture, svjetlosne instalacije, izvedba govora umjetnika i dr.

## Izložbe / akcije (odabir)
Nevidljive, 2023.
Zajednička nenajavljena umjetnička akcija pet umjetnica – Milijane Babić, Branke Cvjetičanin, Tajči Čekade, Nadije Mustapić i Nike Rukavine, izvedena je na otvorenju riječkog izdanja izložbe Vidljive u Muzeju moderne i suvremene umjetnosti u Rijeci. Grupa umjetnica dolazi na otvorenje navedene izložbe s glavama pokrivenim papirnatim vrećicama uz poruku medijima u kojoj otkrivaju identitet kao i razloge negodovanja, među ostalim organizacijske propuste te nedostatak dijaloga između kustosica i umjetnica.
Delegacija, 2017.
Izložba se bavi propalom Tvornicom alatnih strojeva i naseljem Prvomajska, koje se nalazi u blizini Galerije Prozori iz Zagreba. U naselju i danas žive radnici bivše tvornice, čiji su se pogoni nalazili i u Raši u Istri. Autorica organizira memorijalni izlet u Rašu, Krapan i Labin. Okuplja radnike, stanovnike zagrebačkog naselja Prvomajska, koji s umjetnicima odlaze u posjet stanovnicima Krapna. Iz političkih retorika ironično preuzima formu delegacije te propituje ulogu različitih političkih subjekata, kao i marginaliziranih ljudi i njihove paralelne povijesne naracije.
Ona govori povijest, 2015.
Izložba promišlja temu rata. Izložba je sastavljena od fotografija i videa koji dokumentiraju performans koji se kao rad u trajanju odvija na Krbavskom polju u Lici od 2008. godine.

## Nagrade (odabir)
Godine 2022., kao voditeljici projekta 27 susjedstva dodijeljena joj je nagrada za angažiranu umjetnost Erhard Busek, koju dodjeljuje Centar za napredne studije jugoistočne Europe Sveučilišta u Rijeci.

## Vanjske poveznice
- kamov-residency.org
- Osobne stranice